# Chorvatské království (925–1102)
Chorvatské království (latinsky Regnum Croatiae, chorvatsky Kraljevina Hrvatska) byl v letech 925–1102 nezávislý státní útvar (monarchie), který vznikl v roce 925 korunovací dosavadního chorvatského knížete Tomislava I.
Chorvatsko požívalo nezávislosti do roku 1102, kdy jej ovládl uherský král Koloman, syn krále Gejzy I. Koloman nechal Uherskem znovu obsadit oblast Chorvatska a připojení jeho území k Zemím Koruny svatoštěpánské, avšak to vše po dohodě s vládnoucími chorvatskými rody. Tak se zrodila dlouhotrvající unie Uherska a Chorvatska.
Chorvatské království definitivně zaniklo až v roce 1918, kdy se rozpadlo Rakousko-Uhersko a chorvatské země se připojily ke Státu Slovinců, Chorvatů a Srbů resp. ke království Srbů, Chorvatů a Slovinců.

## Historie

### Kníže Tomislav I. králem

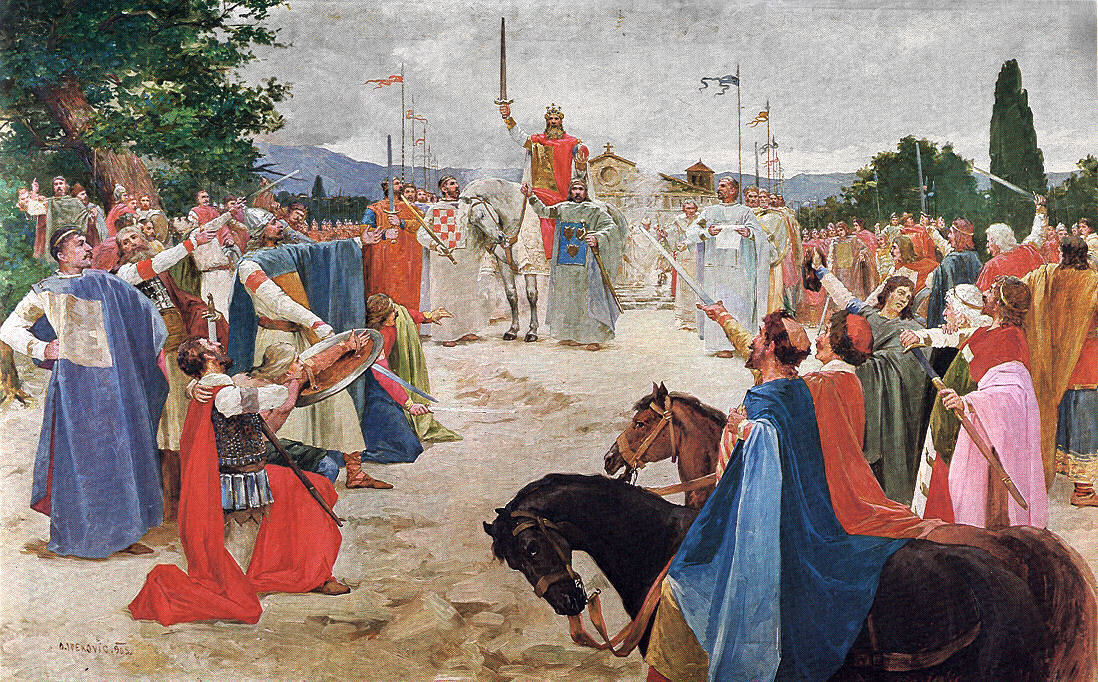
Korunovace Tomislava I. Ottou Ivekovicem

Významným chorvatským vládcem byl kníže Tomislav I. z rodu Trpimírovců, pravděpodobně vnuk knížete Trpimíra I. Brzy po nástupu na trůn v roce 910 se mu podařilo připojit větší část Panonského Chorvatska, které bylo po roce 907 obsazeno maďarskými kočovníky. 
Toto území nese od 10. století název Sclavonia – Slavonie. Orientace chorvatského vládnoucího rodu Trpimírovců na papežství přinesla Tomislavovi významný zisk v podobě královského titulu - de facto i dědičného (924 nebo 925). Zároveň první synoda ve Splitu v roce 925 na podnět papeže Jana X. výrazně omezila konání slovanských bohoslužeb v Chorvatsku a rozhodla o jednoznačné církevní orientaci země na Řím. Druhá synoda konaná ve Splitu roku 928 zrušila biskupství v Ninu, kde se slovanská liturgie pěstovala, a začlenila Chorvatsko do splitské arcidiecéze. 
V době ohrožení Chorvatska bulharskou expanzí navázal Tomislav spojenectví s Byzancí a pomohl jí s definitivní platností porazit cara Simeona. Byzanc uznávala svrchovanost krále Tomislava v Dalmácii, která mu platila podobně jako Benátky tribut, a udělila mu čestný titul prokonzula. 
Po smrti krále Tomislava I. nastoupil na trůn v roce 928 jeho mladší bratr Trpimír II., po jeho smrti se na chorvatském trůnu vystřídala řada králů z dynastie Trpimírovců. Posledním králem této dynastie byl Štěpán II., jehož smrtí v roce 1090 rod Trpimírovců vymřel.

### Chorvatské království po vymření Trpimírovců

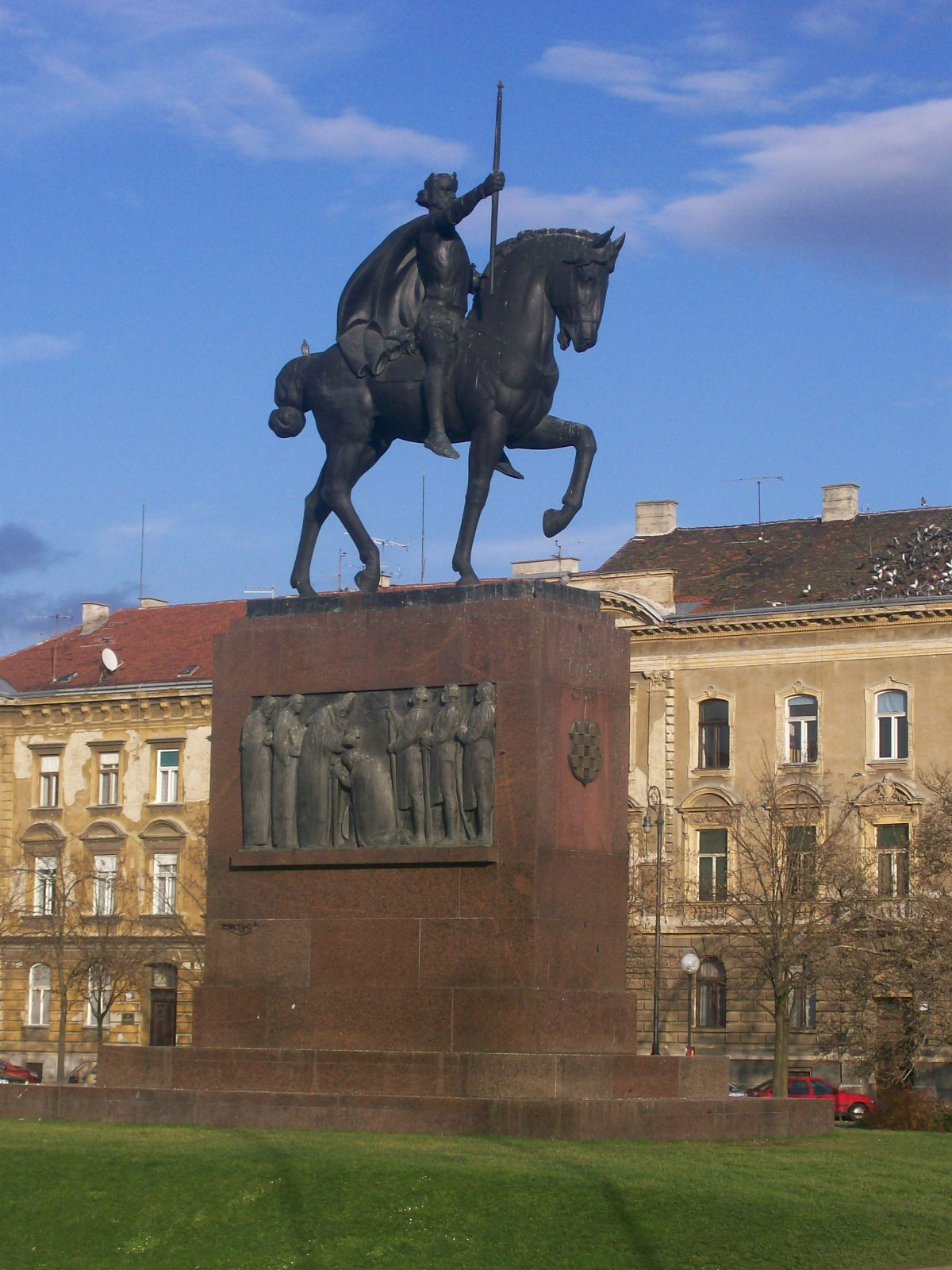
Socha krále Tomislava I.

Po smrti krále Štěpána II., požádala královna Helena, která se cítila v ohrožení, svého bratra Ladislava I. o pomoc. Ten přitáhl se svým vojskem, obsadil Chorvatsko a ustanovil synovce Almoše králem, avšak ještě v létě téhož roku se musel Ladislav I. vrátit zpět do Uher, aby zde čelil vpádu Kumánů. 
Chorvaté, kterým se dosazený mladičký král nezamlouval, využili situace a králem zvolili Petra Svačiće. Almošovi zůstal jen titul chorvatského krále, protože jeho strýci se podařilo ovládnout pouze část Slavonie, kterou připojil k Uhersku. Petar Svačić byl tedy faktickým vládcem Chorvatska v letech 1093-1097. Ten po většinu své vlády bojoval s Uherskem o vládu nad Chorvatskem. 
V roce 1102 ovládl Chorvatské království uherský král Koloman, syn krále Gejzy I. Koloman nechal Uherskem znovu obsadit oblast Chorvatska a připojení jeho území k Zemím Koruny svatoštěpánské, to vše po dohodě s vládnoucími chorvatskými rody. Tak se zrodila dlouhotrvající unie Uherska a Chorvatska.